# Атакама велики милиметарски низ
ALMA интерферометар (Атакамски велики милиметарски/подмилиметарски низ (ALMA)) је систем радио телескопа који се налази у Атакама пустињи у северном Чилеу. Налази се на надморској висини од око 5 000 метара близу још пар других опсерваторија. Ова локација је изабрана због високе надморске висине и ниске влажности, фактора који су кључни за смањење шума и слабљење сигнала услед Земљине атмосфере. ALMA се састоји од 66 радио телескопа пречника 12 и 7 метара који снимају милиметарске и мање таласне дужине. ALMA пружа увид у рођење звезда током ране стелиферове ере и детаљне слике формирања локалних звезда и планета.
Очекује се да ALMA скупи информације о рођењу звезда у младом свемиру и детаљну слику о стварању планета и звезда у Млечном путу. Овим радио телескопима управља Европа, САД, Канада, источна Азија и Чиле. ALMA је најскупља опсерваторија на Земљи, не укључујући оне изван атмосфере. Изградња је коштала 1,4 милијарде америчких долара. Прво тестирање било је 2011. године, а са радом је почела 2013. године.

## Преглед
Почетни ALMA низ се састоји од 66 високо прецизних антена, и ради на таласним дужинама од 3,6 до 0,32 милиметара (31 до 10000 GHz). Низ има много већу осетљивост и већу резолуцију од ранијих подмилиметарских телескопа као што је телескоп Џејмс Клерк Максвел са једном антеном или постојеће мреже интерферометара као што је Подмилиметарски низ или Institut de Radio Astronomie Millimétrique (IRAM) Плато де Буре.
Антене се могу померати преко пустињске висоравни на растојањима од 150 м до 16 km, што ALMA-и даје моћно променљиво „зумирање“, слично по свом концепту оном који се користи на локацији Веома великог низа (VLA) са центиметарском таласном дужином у Новом Мексику, Сједињене Државе. Висока осетљивост се углавном постиже кроз велики број антенских антена које ће чинити низ.
Телескопе су обезбедили европски, северноамерички и источноазијски партнери ALMA-е. Амерички и европски партнери обезбедили су по двадесет пет антена пречника 12 метара, које чине главни низ. Земље источне Азије које учествују дају 16 антена (четири антене пречника 12 метара и дванаест антена пречника 7 метара) у облику Атакама компактног низа (ACA), који је део побољшане ALMA-е.
Коришћењем мањих антена од главног ALMA низа, већа видна поља се могу снимити на датој фреквенцији помоћу ACA. Постављање антена ближе једна другој омогућава снимање извора већег угаоног обима. ACA ради заједно са главним низом како би побољшао способност снимања широког поља.

## Историја
Први договори о стварању ALMAе почели су 1997. године када су NRAO (National Radio Astronomy Observatory) и ESO (European Southern Observatory) скопили уговор за заједнички пројекат. Опсерваторија је добила име 1999. А 2003. је потписан уговор између Северне Америке и Европе. Касније се придружио Јапан, који је дао антене за изградњу ACA (Atacama Compact Array) да би се опсерваторија побољшала. У новембру 2003. године одржана је прва церемонија и ALMA је добила званичан лого.
Низ резолуција и споразума довео је до избора „Атакамског великог милиметарског низа“, или ALMA, као назива новог низа у марту 1999. и потписивања ALMA споразума 25. фебруара 2003. између северноамеричких и европских страна. („Алма“ на шпанском значи „душа“, а на арапском „учен“ или „спознатљив“.) Након заједничких дискусија током неколико година, пројекат ALMA је добио предлог Националне астрономске опсерваторије Јапана (NAOJ) према којем ће Јапан обезбедити ACA (Атакамски компактни низ) и три додатна опсега пријемника за велики низ, како би се формирала проширена ALMA. Даље дискусије између ALMA-е и NAOJ-а довеле су до потписивања споразума на високом нивоу 14. септембра 2004. којим Јапан постаје званични учесник проширене ALMA, који ће бити познат као Атакамски велики милиметерски/подмилиметерски низ. Церемонија полагања темеља одржана је 6. новембра 2003. и откривен је лого ALMA.
Током ране фазе планирања ALMA-е, одлучено је да се користе ALMA антене које су дизајнирале и конструисале познате компаније у Северној Америци, Европи и Јапану, уместо да се користи само један дизајн. То је било углавном из политичких разлога. Иако су провајдери изабрали веома различите приступе, чини се да сваки од дизајнова антена може да испуни ALMA-ине строге захтеве. Компоненте које су дизајниране и произведене широм Европе транспортовала је специјализована компанија за ваздухопловство и астросвемирску логистику Route To Space Alliance, укупно 26 које су испоручене у Антверпен за даљу испоруку у Чиле.

## Финансирање
ALMA је у почетку била сарадња 50-50 између Националне радиоастрономске опсерваторије и Европске јужне опсерваторије (ESO), а касније је проширена уз помоћ других јапанских, тајванских и чилеанских партнера. ALMA је највећи и најскупљи земаљски астрономски пројекат, који кошта између 1,4 и 1,5 милијарди америчких долара. (Међутим, различити пројекти свемирске астрономије, укључујући свемирски телескоп Хабл, свемирски телескоп Џејмс Веб и неколико великих планетарних сонди, коштали су знатно више).

## Тестирања
Телескопи су били спремни за коришћење на лето 2011. године када су и направљени први снимци. Снимале су се две изобличене галаксије (Antennae галаксије) које се сударају. Снимано је на субмилиметарској таласној дужини а на слици се могу видети облаци хладног гаса где се формирају нове звезде, а не виде се оптичким телескопима.

### Комете
У августу 2011. године ALMA је снимала комете C/2012 F6 и C/2012 S1 (ISON). Снимци су помогли да се одреди структура коме комете.

### Формација планета
Године 2014, објављен је снимак протопланетарног диска око Хл Бика у сазвежђу Бика. Снимци су променили тадашње теорије о стварању планета, јер се мислило да је Т Бик звезда превише млада да би се око ње формирала планета.

## Штрајк на опсерваторији
У августу 2013. године почео је штрајк на ALMA телескопима због веома ниских плата. Ово је први забележени штрајк који је погодио астрономске опсерваторије. Штрајк је почео када је одбијен предлог да се радницима повисе плате за 15%, због шега је рад на опсерваторији био обустављен. После 17 дана постигнут је договор који предвиђа смањење распореда и већу плату за рад на великој надморској висини.
У марту 2020. ALMA је затворена због пандемије Ковида-19. Такође је одложен рок за подношење предлога циклуса 8 и обустављене су јавне посете сајту.